# Щеголянский сельсовет
Щеголянский сельсовет — сельское поселение в Беловском районе Курской области Российской Федерации.
Административный центр — село Щеголёк.

## История
Статус и границы сельского поселения установлены Законом Курской области от 21 октября 2004 года № 48-ЗКО «О муниципальных образованиях Курской области»

## Население
| 2002 | 2010 | 2012 | 2013 | 2014 | 2015 | 2016 |
| ---- | ---- | ---- | ---- | ---- | ---- | ---- |
| 638  | ↘491 | ↘473 | ↗480 | ↘478 | ↘455 | ↘437 |
| 2017 | 2018 | 2019 | 2020 | 2021 |      |      |
| ↘434 | ↗435 | ↘429 | ↘412 | ↘397 |      |      |

## Состав сельского поселения
| № | Населённый пункт | Тип населённого пункта       | Население |
| - | ---------------- | ---------------------------- | --------- |
| 1 | Знаменское       | село                         | ↘89       |
| 2 | Хотеж Колодезь   | деревня                      | ↘99       |
| 3 | Щеголек          | село, административный центр | ↘303      |